# Indianapolis 500 2013
Das 97. Indianapolis 500 fand am 26. Mai 2013 auf dem Indianapolis Motor Speedway in Speedway bei Indianapolis, Indiana, Vereinigte Staaten statt und war das fünfte Rennen der IndyCar-Series-Saison 2013.

## Hintergrund
Nach dem Itaipava São Paulo Indy 300 presented by Nestle führte Takuma Satō in der Fahrerwertung mit 13 Punkten auf Marco Andretti und 20 Punkten auf Hélio Castroneves.
Da das Indianapolis 500 eine Sonderstellung im Rennkalender hat, wurden während der gesamten Veranstaltung keine Strafen für vorzeitige Motorenwechsel verhängt. Üblicherweise werden Motorwechsel mit einer Strafversetzung um 10 Startpositionen belegt, wenn sie nicht durch einen Motorschaden in einem Rennen notwendig wurden. Alle Motorenwechsel während dieser Veranstaltung wurden nach dem Indianapolis 500 sanktioniert.
Mit Castroneves, Dario Franchitti (jeweils dreimal), Buddy Lazier und Scott Dixon (jeweils einmal) traten drei ehemalige Indianapolis-500-Gewinner an. Lazier war mit seiner 22. Teilnahme am Indianapolis 500 der erfahrenste Pilot. Mit A. J. Allmendinger, Conor Daly, Carlos Muñoz und Tristan Vautier starteten vier Piloten erstmals zum Rennen. Muñoz war mit einem Alter von 21 Jahren der jüngste Teilnehmer, Lazier mit einem Alter von 45 Jahren der älteste Starter. 34 Fahrer aus 13 Nationen nahmen an der Veranstaltung teil. Mit elf Fahrern stellten die Vereinigten Staaten die meisten Teilnehmer.

### Ablauf
Das Indianapolis 500 erstreckt sich inklusive der Trainingssitzungen über einen Zeitraum von 16 Tagen. Die Veranstaltung beginnt am 11. Mai mit dem freien Training. Alle Neulinge und Wiedereinsteiger, die längere Zeit keine Ovalrennen bestritten haben, müssen innerhalb der ersten zwei Tage am Rookie- und Refresher-Programm teilnehmen. Jeder Rookie und Refresher muss in diesem Programm am ersten Tag 10 Runden mit konstanter Geschwindigkeit zwischen 200 und 205 Meilen pro Stunde sowie 15 Runden mit konstanter Geschwindigkeit zwischen 205 und 210 Meilen pro Stunde fahren. Im restlichen Training muss jeder dieser Fahrer 15 Runden mit einer Geschwindigkeit von mindestens 210 Meilen pro Stunde fahren. Fahrer, die nicht am ersten Trainingstag einsatzbereit sind, absolvieren das Programm, sobald sie mit dem Training beginnen. Bis zum 17. Mai finden sieben freie Trainingstage mit je sechs Stunden Trainingszeit pro Tag statt.
Am 18. Mai beginnt das Qualifying, in dem ein Fahrzeug und nicht der Fahrer qualifiziert wird. Somit sind Fahrerwechsel nach dem Qualifying erlaubt. Allerdings ist die Startposition an den Fahrer gebunden, sodass Piloten nach einem Fahrerwechsel ans Ende des Feldes gesetzt werden. Das Qualifying findet im Einzelzeitfahren-Format, in dem jeder Fahrer vier fliegende Runden fährt, statt. Zunächst findet ein zweistündiges freies Training statt. Anschließend werden in einem fünfstündigen Qualifying die ersten 24 Fahrzeuge, die sich für das Rennen qualifizieren, ermittelt. Jeder Fahrer hat drei Versuche, wobei die Zeit der vorherigen Versuche gestrichen wird, sobald ein neuer Versuch unternommen wird. Danach fahren die ersten neun Fahrer in einer neunzigminütigen Sitzung, dem Fast-Nine-Qualifying, die ersten neun Startpositionen untereinander aus. Am folgenden Tag ist der sogenannte Bump-Day. Nach einem einstündigen freien Training werden die restlichen neun Startpositionen in einem sechsstündigen Qualifying vergeben. Alle Fahrzeuge, die anschließend nicht in den Top 33 sind, haben sich nicht für das 500 Meilen-Rennen qualifiziert.
Am 24. Mai ist der sogenannte Carb-Day mit einem einstündigen freien Training. Das Indianapolis 500 findet schließlich am 26. Mai statt.
Im Gegensatz zu allen anderen Rennen erhält beim Indianapolis 500 jeder Fahrer, der sich qualifiziert, Punkte fürs Qualifyingresultat.
Firestone stellte jedem Auto 33 komplette Sätze Firehawk-Reifen zur Verfügung. Es wurde dieselbe Spezifikation wie im Vorjahr verwendet. Für Teilnehmer des Rookie-Trainings gab es vier, für Teilnehmer des Refresher-Trainings zwei zusätzliche Sätze. Darüber hinaus erhielt jeder Fahrer, der am Top-9-Qualifying teilnahm, für diese Sitzung einen neuen Satz, der jedoch nur für diese Sitzung verwendet werden durfte.

### Veränderungen im Starterfeld
Zum Indianapolis 500 gab es einige Veränderungen im Starterfeld. Mehrere Teams setzten weitere Fahrzeuge ein.
- Andretti Autosport setzte ein fünftes Fahrzeug für Carlos Muñoz ein. Muñoz nahm zudem am Freedom 100, dem Indy-Lights-Rennen im Rahmen des Indianapolis 500 teil. Es war Muñoz erste Teilnahme in der IndyCar Series. Im Vorfeld des Indianapolis 500 absolvierte zudem NASCAR-Pilot Kurt Busch Testfahrten für Andretti Autosport. Dabei fuhr er Rundenzeiten, die das Bestehen des Rookie-Tests erlaubt hätten. Busch entschied sich jedoch gegen eine Teilnahme.[3]
- Beim Team Penske kehrte A. J. Allmendinger ins dritte Cockpit zurück. Allmendinger hatte das vorherige Rennen ausgelassen und war zuletzt in Long Beach in diesem Fahrzeug.
- Ryan Briscoe kehrte in die Serie zurück und erhielt das vierte Fahrzeug von Chip Ganassi Racing. Briscoe war seit dem letzten Saisonrennen 2012 in Fontana ohne IndyCar-Cockpit gewesen.
- Katherine Legge übernahm kurzfristig das dritte Fahrzeug von Schmidt Peterson Motorsports. Legges letzter IndyCar-Start war ebenfalls in Fontana 2012.
- Townsend Bell wurde von Panther Racing für deren zweites Fahrzeug unter Vertrag genommen. Sein letztes Rennen war das Indianapolis 500 des Vorjahres.
- Rahal Letterman Lanigan Racing setzte, wie schon in Long Beach ein drittes Fahrzeug ein. Dieses übernahm Michel Jourdain jr., der wie Bell zuletzt 2012 am Indianapolis 500 teilnahm.
- Pippa Mann erhielt ein drittes Fahrzeug bei Dale Coyne Racing. Manns letzter Starter in der IndyCar Series war beim letzten Saisonrennen 2011.
- Ed Carpenter Racing meldete ein zweites Fahrzeug. Der Rennstall benannte allerdings keinen Fahrer für dieses Auto und setzte es nicht ein.
- Conor Daly bekam den zweiten Rennwagen von A. J. Foyt Enterprises. Daly debütierte in der Serie.
- Bei Sarah Fisher Hartman Racing wechselte Josef Newgarden die Nummer seines Einsatzfahrzeuges und startete anstatt mit der Nummer 67 mit der 21.
- Buddy Lazier kehrte mit dem familiären Rennstall Lazier Partners Racing Inc. in die IndyCar Series zurück. Lazier versuchte zuletzt 2009 die Qualifikation zum Indianapolis 500 und hatte seitdem an keinem IndyCar-Rennen mehr teilgenommen.

## Meldeliste
Alle Teams und Fahrer verwenden das Chassis Dallara DW12 mit einem Aero-Kit von Dallara und Reifen von Firestone.
| Team                                   | Nr. | Fahrer              | Motor     |
| -------------------------------------- | --- | ------------------- | --------- |
| Andretti Autosport                     | 01  | Ryan Hunter-Reay    | Chevrolet |
| Andretti Autosport                     | 25  | Marco Andretti      | Chevrolet |
| Andretti Autosport                     | 26  | Carlos Muñoz        | Chevrolet |
| Andretti Autosport                     | 27  | James Hinchcliffe   | Chevrolet |
| Team Penske                            | 02  | A. J. Allmendinger  | Chevrolet |
| Team Penske                            | 03  | Hélio Castroneves   | Chevrolet |
| Team Penske                            | 12  | Will Power          | Chevrolet |
| Panther Racing                         | 04  | J. R. Hildebrand    | Chevrolet |
| Panther Racing                         | 60  | Townsend Bell       | Chevrolet |
| Team Venezuela/Andretti Autosport/HVM  | 05  | E. J. Viso          | Chevrolet |
| Dragon Racing                          | 06  | Sebastian Saavedra  | Chevrolet |
| Dragon Racing                          | 07  | Sébastien Bourdais  | Chevrolet |
| Chip Ganassi Racing                    | 08  | Ryan Briscoe        | Honda     |
| Target Chip Ganassi Racing             | 09  | Scott Dixon         | Honda     |
| Target Chip Ganassi Racing             | 10  | Dario Franchitti    | Honda     |
| KV Racing Technology                   | 11  | Tony Kanaan         | Chevrolet |
| KV Racing Technology                   | 78  | Simona de Silvestro | Chevrolet |
| A. J. Foyt Enterprises                 | 14  | Takuma Satō         | Honda     |
| A. J. Foyt Enterprises                 | 41  | Conor Daly          | Honda     |
| Rahal Letterman Lanigan Racing         | 15  | Graham Rahal        | Honda     |
| Rahal Letterman Lanigan Racing         | 16  | James Jakes         | Honda     |
| Rahal Letterman Lanigan Racing         | 17  | Michel Jourdain jr. | Honda     |
| Dale Coyne Racing                      | 18  | Ana Beatriz         | Honda     |
| Dale Coyne Racing                      | 19  | Justin Wilson       | Honda     |
| Dale Coyne Racing                      | 63  | Pippa Mann          | Honda     |
| Ed Carpenter Racing                    | 20  | Ed Carpenter        | Chevrolet |
| Sarah Fisher Hartman Racing            | 21  | Josef Newgarden     | Honda     |
| Panther DRR                            | 22  | Oriol Servià        | Chevrolet |
| Schmidt Peterson Motorsports           | 55  | Tristan Vautier     | Honda     |
| Schmidt Peterson Motorsports           | 81  | Katherine Legge     | Honda     |
| Schmidt Hamilton Motorsports           | 77  | Simon Pagenaud      | Honda     |
| Novo Nordisk Chip Ganassi Racing       | 83  | Charlie Kimball     | Honda     |
| Lazier Partners Racing Inc.            | 91  | Buddy Lazier        | Chevrolet |
| Bryan Herta Autosport w/Curb-Agajanian | 98  | Alex Tagliani       | Honda     |

Quelle: 
Anmerkungen
1. ↑  Katherine Legge übernahm das Fahrzeug am Pole-Day. Es war zuvor mit der Nummer 99 gemeldet gewesen.

- Bis auf das Fahrzeug 91 wurde jeweils auch noch ein Ersatzchassis gemeldet.
- Ed Carpenter Racing meldete zudem das Fahrzeug mit der Nummer 40. Diese kam jedoch nie zum Einsatz und es war auch nie ein Pilot für dieses Fahrzeug gemeldet.

## Training

### 1. Training (11. Mai)
| Platz                 | Fahrer          | Team                        | Zeit      | Ø-Geschwindigkeit |
| --------------------- | --------------- | --------------------------- | --------- | ----------------- |
| 1                     | Ed Carpenter    | Ed Carpenter Racing         | 0:40,7296 | 220,970 mph       |
| 2                     | Josef Newgarden | Sarah Fisher Hartman Racing | 0:40,7387 | 220,920 mph       |
| 3                     | Carlos Muñoz    | Andretti Autosport          | 0:40,7756 | 220,720 mph       |
| Offizielles Ergebnis: |                 |                             |           |                   |

Der erste Trainingstag begann mit dem Rookie-Programm, bei dem das dreistufige Testprogramm absolviert werden musste. Die Rookies A. J. Allmendinger, Carlos Muñoz und Tristan Vautier absolvierten das Programm erfolgreich. Conor Daly, der vierte Rookie, war an den ersten zwei Tagen verhindert, da er am Saisonauftakt der GP3-Serie teilnahm.
Anschließend nahmen 13 von 33 Fahrern, die zu diesem Zeitpunkt gemeldet waren, am ersten Trainingstag teil. Ed Carpenter erzielte die schnellste Runde vor Josef Newgarden und Muñoz.
Hélio Castroneves fuhr einige Runden im Fahrzeug seines Teamkollegens Allmendinger. Das Training wurde durch einen kurzen Regenschauer unterbrochen. Es gab keine Unfälle und Defekte.

### 2. Training (12. Mai)
| Platz                 | Fahrer           | Team                                  | Zeit      | Ø-Geschwindigkeit |
| --------------------- | ---------------- | ------------------------------------- | --------- | ----------------- |
| 1                     | Carlos Muñoz     | Andretti Autosport                    | 0:40,3545 | 223,023 mph       |
| 2                     | Ryan Hunter-Reay | Andretti Autosport                    | 0:40,3905 | 222,825 mph       |
| 3                     | E. J. Viso       | Team Venezuela/Andretti Autosport/HVM | 0:40,4453 | 222,523 mph       |
| Offizielles Ergebnis: |                  |                                       |           |                   |

Am zweiten Trainingstag lagen die fünf Fahrzeuge von Andretti Autosport in den Top 6. Carlos Muñoz fuhr die schnellste Runde und zudem auch die meisten. Zweiter wurde Ryan Hunter-Reay, E. J. Viso Dritter. Es gab keine Zwischenfälle.
22 der 33 zu diesem Zeitpunkt gemeldeten Fahrer gingen auf die Strecke.

### 3. Training (13. Mai)
| Platz                 | Fahrer            | Team               | Zeit      | Ø-Geschwindigkeit |
| --------------------- | ----------------- | ------------------ | --------- | ----------------- |
| 1                     | Marco Andretti    | Andretti Autosport | 0:39,9823 | 225,100 mph       |
| 2                     | Hélio Castroneves | Team Penske        | 0:39,9866 | 225,075 mph       |
| 3                     | Ryan Hunter-Reay  | Andretti Autosport | 0:40,1095 | 224,386 mph       |
| Offizielles Ergebnis: |                   |                    |           |                   |

Am dritten Testtag erzielte Marco Andretti die schnellste Runde. Er erreichte zudem als Erster eine Durchschnittsgeschwindigkeit von mehr als 225 mph. Die Zeit wurde im Windschatten eines vorausfahrenden Fahrzeugs erzielt. Hélio Castroneves wurde Zweiter vor Ryan Hunter-Reay.
Conor Daly absolvierte an diesem Tag seinen Rookie-Test erfolgreich und wurde damit zur Qualifikation zugelassen. Ebenfalls erfolgreich war der Refresher-Test von Pippa Mann.
Bis auf Buddy Lazier gingen alle zu diesem Zeitpunkt gemeldeten Piloten an diesem Tag auf die Strecke. Lazier wurde damit zum einzigen Piloten, der noch keine Runde absolviert hatte. Sein Fahrzeug wurde noch vorbereitet. Es gab keine Zwischenfälle. Insgesamt wurden 1733 Runden absolviert.

### 4. Training (14. Mai)
| Platz                 | Fahrer            | Team               | Zeit      | Ø-Geschwindigkeit |
| --------------------- | ----------------- | ------------------ | --------- | ----------------- |
| 1                     | James Hinchcliffe | Andretti Autosport | 0:40,1410 | 223,652 mph       |
| 2                     | J. R. Hildebrand  | Panther Racing     | 0:40,2411 | 223,652 mph       |
| 3                     | Marco Andretti    | Andretti Autosport | 0:40,2558 | 223,570 mph       |
| Offizielles Ergebnis: |                   |                    |           |                   |

Am vierten Testtag war James Hinchcliffe am schnellsten. Hinter ihm folgten J. R. Hildebrand und Marco Andretti. Hinchcliffe tauschte an diesem Tag sein Fahrzeug für ein paar Runden mit Andretti. Beide erzielten ihre schnellste Zeit in dem Chassis, das Andretti zugeteilt war. Mehrere Teams absolvierten dieses Training noch mit einem älteren Motor.
Bis auf Buddy Lazier gingen alle zu diesem Zeitpunkt gemeldeten Piloten an diesem Tag auf die Strecke. Es gab keine Zwischenfälle.

### 5. Training (15. Mai)
| Platz                 | Fahrer            | Team                       | Zeit      | Ø-Geschwindigkeit |
| --------------------- | ----------------- | -------------------------- | --------- | ----------------- |
| 1                     | Dario Franchitti  | Target Chip Ganassi Racing | 0:40,1363 | 224,236 mph       |
| 2                     | Townsend Bell     | Panther Racing             | 0:40,2295 | 223,716 mph       |
| 3                     | Hélio Castroneves | Team Penske                | 0:40,2327 | 223,699 mph       |
| Offizielles Ergebnis: |                   |                            |           |                   |

Am fünften Trainingstag fuhr Vorjahressieger Dario Franchitti die schnellste Runde vor Townsend Bell und Hélio Castroneves. Es war die erste Trainingsbestzeit eines Honda-Piloten bei dieser Veranstaltung.
Bis auf Buddy Lazier gingen alle zu diesem Zeitpunkt gemeldeten Piloten an diesem Tag auf die Strecke. Es gab keine größeren Zwischenfälle. Sebastian Saavedra löste eine Gelbphase aus, nachdem sein Auto Aufkleber verloren hatte.

### 6. Training (16. Mai)
| Platz                 | Fahrer           | Team               | Zeit      | Ø-Geschwindigkeit |
| --------------------- | ---------------- | ------------------ | --------- | ----------------- |
| 1                     | Carlos Muñoz     | Andretti Autosport | 0:39,9711 | 225,163 mph       |
| 2                     | Ryan Hunter-Reay | Andretti Autosport | 0:39,9990 | 225,006 mph       |
| 3                     | Marco Andretti   | Andretti Autosport | 0:40,0210 | 224,882 mph       |
| Offizielles Ergebnis: |                  |                    |           |                   |

Am sechsten Trainingstag wurde der Ladedruck der Motoren von 130 kPa auf 140 kPa erhöht, sodass die Rundenzeiten schneller wurden. Die Leistung der Motoren erhöhte sich in etwa um 40 PS. An der Spitze des Feldes waren drei Fahrzeuge von Andretti Autosport. Carlos Muñoz vor Ryan Hunter-Reay und Marco Andretti. Muñoz erzielte die bis dahin schnellste Zeit des Trainings.
An diesem Trainingstag ging Buddy Lazier erstmals auf die Strecke, sodass alle zu diesem Zeitpunkt gemeldeten Piloten eine Zeit setzten.
Conor Daly hatte den ersten Unfall bei dieser Veranstaltung. Er verlor in der ersten Kurve das Heck seines Fahrzeugs und schlug in die Streckenbegrenzung ein. Er blieb unverletzt. Beinahe hätte es einen zweiten Unfall gegeben: Satō kam kurz vor Schluss zwischen den ersten zwei Kurven auf den äußeren Dreck und es gelang ihm gerade eben noch, einen Unfall zu verhindern.

### 7. Training: „Fast Friday“ (17. Mai)
| Platz                 | Fahrer         | Team                                  | Zeit      | Ø-Geschwindigkeit |
| --------------------- | -------------- | ------------------------------------- | --------- | ----------------- |
| 1                     | E. J. Viso     | Team Venezuela/Andretti Autosport/HVM | 0:39,2093 | 229,537 mph       |
| 2                     | Marco Andretti | Andretti Autosport                    | 0:39,3435 | 228,754 mph       |
| 3                     | Carlos Muñoz   | Andretti Autosport                    | 0:39,3839 | 228,520 mph       |
| Offizielles Ergebnis: |                |                                       |           |                   |

Der letzte Trainingstag, als „Fast Friday“ bekannt, wurde aufgrund eines Gewitters vorzeitig beendet. Es war etwas mehr als die Hälfte des geplanten Trainings absolviert worden. Erneut lagen drei Piloten von Andretti Autosport vorne. E. J. Viso erzielte die schnellste Zeit der gesamten Trainingswoche vor seinen Teamkollegen Marco Andretti und Carlos Muñoz. Visos schnellste Runde war zugleich die schnellste Trainingszeit in Indianapolis seit 2003. Als Prämie für die Zeit erhielt er 10.000 US-Dollar.
Buddy Lazier bestand an diesem Tag das Refresher-Programm und wurde zur Qualifikation zugelassen. 32 Piloten setzten eine Zeit. Conor Daly fuhr keine Runde, da sein Fahrzeug nach einem Unfall am Vortag noch nicht fertig repariert war, als der Regen einsetzte.

## Qualifying

### Pole Day (18. Mai)

#### 8. Training
| Platz                 | Fahrer             | Team                        | Zeit      | Ø-Geschwindigkeit |
| --------------------- | ------------------ | --------------------------- | --------- | ----------------- |
| 1                     | Will Power         | Team Penske                 | 0:39,1631 | 229,808 mph       |
| 2                     | A. J. Allmendinger | Team Penske                 | 0:39,2866 | 229,086 mph       |
| 3                     | Josef Newgarden    | Sarah Fisher Hartman Racing | 0:39,3685 | 228,609 mph       |
| Offizielles Ergebnis: |                    |                             |           |                   |

Am Samstag vor der Qualifikation fand das 8. Training zum Indianapolis 500 statt. Will Power fuhr die schnellste Runde vor seinem Teamkollegen A. J. Allmendinger und Josef Newgarden. Power unterbot die schnellste Trainingszeit in Indianapolis, die einen Tag zuvor von E. J. Viso aufgestellt worden war.
Katherine Legge wurde an diesem Tag als dritte Pilotin von Schmidt Peterson Motorsports vorgestellt. Damit erhöhte sich das Teilnehmerfeld auf 34 Piloten. Legge fuhr am Samstag noch keine Runde.
Am achten Training nahmen 25 Piloten teil. Conor Dalys Einsatzchassis wurde im Vorfeld dieses Trainings wieder einsatzfähig gemacht.

#### Erster Abschnitt (Top 24)
Wegen Regens begann das Qualifying später als geplant.
Im ersten Abschnitt des Qualifyings qualifizierten sich die ersten 24 Fahrer zum Indianapolis 500. Die ersten neun Fahrer fuhren die Pole-Position in einem späteren Entscheidungsqualifying aus. Es wurden vier fliegende Runden am Stück gefahren und die Gesamtzeit sowie Durchschnittsgeschwindigkeit ermittelt. Die Fahrer waren einzeln auf der Strecke.
Will Power erzielte die schnellste Zeit im Qualifying. Mit 0:39,2290 min (229,422 mph) fuhr er zudem auch die schnellste Runde. Neben Power schafften es auch die anderen zwei Fahrer vom Team Penske sowie alle fünf Fahrer von Andretti Autosport und Ed Carpenter, der für seinen eigenen Rennstall antrat, in den zweiten Abschnitt, in dem die Pole-Position vergeben wurde.
Für die Top 9 qualifizierten sich nur Fahrer mit Chevrolet-Motoren. Bester Honda-Pilot war Alex Tagliani als Zehnter.
Viele Fahrer bemühten sich, in die Top 24 zu kommen und sich damit direkt zu qualifizieren. Ryan Briscoe scheiterte im ersten Versuch und brach den zweiten ab. Im dritten Versuch gelang ihn dann der Sprung in die Top 24. Die Piloten von Rahal Letterman Lanigan Racing waren in teaminterne Duelle verstrickt. Als James Jakes auf dem 24. Platz lag, versuchte Graham Rahal eine schnellere Zeit zu erzielen und ihn zu verdrängen. Dies gelang ihm nicht. Zwar fiel Jakes später aus den Top 24 heraus, ihm gelang es jedoch in seinem dritten Versuch erneut in die Top 24 zu kommen. Ähnliches schaffte Townsend Bell, dem ebenfalls mit seinem dritten Versuch die Qualifikation glückte. Den 24. Platz belegte schließlich Simona de Silvestro, die nur zwei Versuche unternahm.
| Pos.                  | Fahrer              | Team                                   | Fahrzeug          | Zeit                | Ø-Geschwindigkeit in mph |
| --------------------- | ------------------- | -------------------------------------- | ----------------- | ------------------- | ------------------------ |
| 01                    | Will Power          | Team Penske                            | Dallara-Chevrolet | 2:37,3124           | 228,844                  |
| 02                    | Ryan Hunter-Reay    | Andretti Autosport                     | Dallara-Chevrolet | 2:37,6997           | 228,282                  |
| 03                    | Carlos Muñoz        | Andretti Autosport                     | Dallara-Chevrolet | 2:37,7764           | 228,171                  |
| 04                    | Hélio Castroneves   | Team Penske                            | Dallara-Chevrolet | 2:37,9121           | 227,975                  |
| 05                    | Ed Carpenter        | Ed Carpenter Racing                    | Dallara-Chevrolet | 2:37,9280           | 227,952                  |
| 06                    | Marco Andretti      | Andretti Autosport                     | Dallara-Chevrolet | 2:37,9689           | 227,893                  |
| 07                    | A. J. Allmendinger  | Team Penske                            | Dallara-Chevrolet | 2:38,0604           | 227,761                  |
| 08                    | E. J. Viso          | Team Venezuela/Andretti Autosport/HVM  | Dallara-Chevrolet | 2:38,1639           | 227,612                  |
| 09                    | James Hinchcliffe   | Andretti Autosport                     | Dallara-Chevrolet | 2:38,2466           | 227,493                  |
| 10                    | J. R. Hildebrand    | Panther Racing                         | Dallara-Chevrolet | 2:38,2830           | 227,441                  |
| 11                    | Alex Tagliani       | Bryan Herta Autosport w/Curb-Agajanian | Dallara-Honda     | 2:38,3209           | 227,386                  |
| 12                    | Tony Kanaan         | KV Racing Technology                   | Dallara-Chevrolet | 2:38,6260           | 226,949                  |
| 13                    | Oriol Servià        | Panther DRR                            | Dallara-Chevrolet | 2:38,7206           | 226,814                  |
| 14                    | Justin Wilson       | Dale Coyne Racing                      | Dallara-Honda     | 2:39,0318           | 226,370                  |
| 15                    | Sébastien Bourdais  | Dragon Racing                          | Dallara-Chevrolet | 2:39,1543           | 226,196                  |
| 16                    | Scott Dixon         | Target Chip Ganassi Racing             | Dallara-Honda     | 2:39,1808           | 226,158                  |
| 17                    | Dario Franchitti    | Target Chip Ganassi Racing             | Dallara-Honda     | 2:39,2434           | 226,069                  |
| 18                    | Takuma Satō         | A. J. Foyt Enterprises                 | Dallara-Honda     | 2:39,3681           | 225,892                  |
| 19                    | Charlie Kimball     | Novo Nordisk Chip Ganassi Racing       | Dallara-Honda     | 2:39,3768           | 225,880                  |
| 20                    | James Jakes         | Rahal Letterman Lanigan Racing         | Dallara-Honda     | 2:39,4268           | 225,809                  |
| 21                    | Simon Pagenaud      | Schmidt Hamilton Motorsports           | Dallara-Honda     | 2:39,5219           | 225,674                  |
| 22                    | Townsend Bell       | Panther Racing                         | Dallara-Chevrolet | 2:39,5438           | 225,643                  |
| 23                    | Ryan Briscoe        | Chip Ganassi Racing                    | Dallara-Honda     | 2:39,8117           | 225,265                  |
| 24                    | Simona de Silvestro | KV Racing Technology                   | Dallara-Chevrolet | 2:39,8398           | 225,226                  |
| DNQ                   | Josef Newgarden     | Sarah Fisher Hartman Racing            | Dallara-Honda     | 2:39,8508           | 225,210                  |
| DNQ                   | Ana Beatriz         | Dale Coyne Racing                      | Dallara-Honda     | 2:39,9168           | 225,117                  |
| DNQ                   | Graham Rahal        | Rahal Letterman Lanigan Racing         | Dallara-Honda     | 2:40,0356           | 224,950                  |
| DNQ                   | Sebastian Saavedra  | Dragon Racing                          | Dallara-Chevrolet | 2:40,2450           | 224,656                  |
| DNQ                   | Tristan Vautier     | Schmidt Peterson Motorsports           | Dallara-Honda     | 2:40,6024           | 224,156                  |
| DNQ                   | Buddy Lazier        | Lazier Partners Racing Inc             | Dallara-Chevrolet | 2:41,3821           | 223,073                  |
| DNQ                   | Michel Jourdain jr. | Rahal Letterman Lanigan Racing         | Dallara-Honda     | 2:44,8888           | 218,329                  |
| DNQ                   | Conor Daly          | A. J. Foyt Enterprises                 | Dallara-Honda     | Versuch abgebrochen | Versuch abgebrochen      |
| DNQ                   | Pippa Mann          | Dale Coyne Racing                      | Dallara-Honda     | kein Versuch        | kein Versuch             |
| DNQ                   | Katherine Legge     | Schmidt Peterson Motorsports           | Dallara-Honda     | kein Versuch        | kein Versuch             |
| Offizielles Ergebnis: |                     |                                        |                   |                     |                          |

#### Top 9
Im Top-9-Qualifying wurde die beste Zeit aus dem vorherigen Qualifying nicht unterboten. Ed Carpenter sicherte sich die Pole-Position mit einer Durchschnittsgeschwindigkeit von 228,762 mph. Es war Carpenters erste Pole-Position beim Indianapolis 500 und seine insgesamt zweite IndyCar-Pole. Carlos Muñoz wurde Zweiter, Marco Andretti Dritter. Muñoz startet damit bei seinem ersten IndyCar-Rennen aus der ersten Startreihe. Der letzte Rookie, dem dies beim Indianapolis 500 gelang, war Muñoz’ Landsmann Juan Pablo Montoya, der 2000 vom zweiten Platz startend gewann.
Der Pole-Setter erhielt eine Prämie von 100.000 US-Dollar, der Zweite 50.000 US-Dollar und der Dritte 40.000 US-Dollar.
Carpenters Durchschnittsrundengeschwindigkeiten im Detail lauteten 229,347 mph, 228,976 mph, 228,774 mph und 227,955 mph.
| Pos.                  | Fahrer             | Team                                  | Fahrzeug          | Zeit      | Ø-Geschwindigkeit in mph |
| --------------------- | ------------------ | ------------------------------------- | ----------------- | --------- | ------------------------ |
| 01                    | Ed Carpenter       | Ed Carpenter Racing                   | Dallara-Chevrolet | 2:37,3689 | 228,762                  |
| 02                    | Carlos Muñoz       | Andretti Autosport                    | Dallara-Chevrolet | 2:37,6581 | 228,343                  |
| 03                    | Marco Andretti     | Andretti Autosport                    | Dallara-Chevrolet | 2:37,7139 | 228,261                  |
| 04                    | E. J. Viso         | Team Venezuela/Andretti Autosport/HVM | Dallara-Chevrolet | 2:37,7907 | 228,150                  |
| 05                    | A. J. Allmendinger | Team Penske                           | Dallara-Chevrolet | 2:37,8264 | 228,099                  |
| 06                    | Will Power         | Team Penske                           | Dallara-Chevrolet | 2:37,8342 | 228,087                  |
| 07                    | Ryan Hunter-Reay   | Andretti Autosport                    | Dallara-Chevrolet | 2:37,9614 | 227,904                  |
| 08                    | Hélio Castroneves  | Team Penske                           | Dallara-Chevrolet | 2:38,0596 | 227,762                  |
| 09                    | James Hinchcliffe  | Andretti Autosport                    | Dallara-Chevrolet | 2:38,5411 | 227,070                  |
| Offizielles Ergebnis: |                    |                                       |                   |           |                          |

### Bump Day (19. Mai)

#### Qualifying
Am Bump Day versuchten zehn Fahrer, einen der neun noch zu vergebenden Plätzen zu erhalten. Spannend wurde die Vergabe jedoch nicht: Nachdem neun Fahrer ihren ersten Versuch erfolgreich absolviert hatten, war das Qualifying beendet, da Michel Jourdain jr. auf einen Versuch verzichtete. Er scheiterte damit an der Qualifikation.
Jourdain hatte große Probleme, eine einigermaßen schnelle Runde zu fahren und bezeichnete sein Fahrzeug als unfahrbar. Seinem Team, Rahal Letterman Lanigan Racing, gelang es nicht, die Ursache für die Probleme an seinem Fahrzeug zu finden. Jourdain probierte im Training vor dem Bump Day das Setup seiner Teamkollegen James Jakes und Graham Rahal ohne Erfolg aus. Darüber hinaus fuhr auch Graham Rahal fünf Runden mit dem Jourdain-Fahrzeug und kam ebenfalls nicht auf eine annähernd ausreichende Geschwindigkeit. Er war mit dem identischen Setup im Jourdain-Fahrzeug in etwa 24 mph pro Runde langsamer als in seinem Chassis und erklärte nach dem Versuch, dass er schon am Limit war.
| Pos.                  | Fahrer              | Team                           | Fahrzeug          | Zeit         | Ø-Geschwindigkeit in mph |
| --------------------- | ------------------- | ------------------------------ | ----------------- | ------------ | ------------------------ |
| 25                    | Josef Newgarden     | Sarah Fisher Hartman Racing    | Dallara-Honda     | 2:39,4816    | 225,643                  |
| 26                    | Graham Rahal        | Rahal Letterman Lanigan Racing | Dallara-Honda     | 2:39,9948    | 225,007                  |
| 27                    | Sebastian Saavedra  | Dragon Racing                  | Dallara-Chevrolet | 2:40,0503    | 224,929                  |
| 28                    | Tristan Vautier     | Schmidt Peterson Motorsports   | Dallara-Honda     | 2:40,0907    | 224,873                  |
| 29                    | Ana Beatriz         | Dale Coyne Racing              | Dallara-Honda     | 2:40,5823    | 224,184                  |
| 30                    | Pippa Mann          | Dale Coyne Racing              | Dallara-Honda     | 2:40,7109    | 224,005                  |
| 31                    | Conor Daly          | A. J. Foyt Enterprises         | Dallara-Honda     | 2:41,0145    | 223,582                  |
| 32                    | Buddy Lazier        | Lazier Partners Racing Inc     | Dallara-Chevrolet | 2:41,1158    | 223,442                  |
| 33                    | Katherine Legge     | Schmidt Peterson Motorsports   | Dallara-Honda     | 2:41,3079    | 223,176                  |
| DNQ                   | Michel Jourdain jr. | Rahal Letterman Lanigan Racing | Dallara-Honda     | kein Versuch | kein Versuch             |
| Offizielles Ergebnis: |                     |                                |                   |              |                          |

#### 9. Training
| Platz                 | Fahrer          | Team                           | Zeit      | Ø-Geschwindigkeit |
| --------------------- | --------------- | ------------------------------ | --------- | ----------------- |
| 1                     | Graham Rahal    | Rahal Letterman Lanigan Racing | 0:39,7238 | 226,564 mph       |
| 2                     | Josef Newgarden | Sarah Fisher Hartman Racing    | 0:39,9504 | 225,279 mph       |
| 3                     | Buddy Lazier    | Lazier Partners Racing Inc.    | 0:39,9704 | 225,167 mph       |
| Offizielles Ergebnis: |                 |                                |           |                   |

Das neunte Training fand zunächst vor dem Bump-Day-Qualifying statt. Da dieses schnell vorbei war, wurde es nach Abschluss des Qualifyings wieder fortgesetzt. Graham Rahal erzielte die schnellste Runde vor Josef Newgarden und Buddy Lazier.
Bis auf Pippa Mann fuhren alle 33 von 34 Fahrern eine Runde.

## Startaufstellung
| Reihe | Innen            | Mitte              | Außen               |
| ----- | ---------------- | ------------------ | ------------------- |
| 01    | Ed Carpenter     | Carlos Muñoz       | Marco Andretti      |
| 02    | E. J. Viso       | A. J. Allmendinger | Will Power          |
| 03    | Ryan Hunter-Reay | Hélio Castroneves  | James Hinchcliffe   |
| 04    | J. R. Hildebrand | Alex Tagliani      | Tony Kanaan         |
| 05    | Oriol Servià     | Justin Wilson      | Sébastien Bourdais  |
| 06    | Scott Dixon      | Dario Franchitti   | Takuma Satō         |
| 07    | Charlie Kimball  | James Jakes        | Simon Pagenaud      |
| 08    | Townsend Bell    | Ryan Briscoe       | Simona de Silvestro |
| 09    | Josef Newgarden  | Graham Rahal       | Sebastian Saavedra  |
| 10    | Tristan Vautier  | Ana Beatriz        | Pippa Mann          |
| 11    | Conor Daly       | Buddy Lazier       | Katherine Legge     |

## Carb Day (24. Mai)
| Platz                 | Fahrer           | Team                                  | Zeit      | Ø-Geschwindigkeit |
| --------------------- | ---------------- | ------------------------------------- | --------- | ----------------- |
| 1                     | Simon Pagenaud   | Schmidt Hamilton Motorsports          | 0:39,8536 | 225,827 mph       |
| 2                     | E. J. Viso       | Team Venezuela/Andretti Autosport/HVM | 0:39,9461 | 225,304 mph       |
| 3                     | Ryan Hunter-Reay | Andretti Autosport                    | 0:39,9906 | 225,053 mph       |
| Offizielles Ergebnis: |                  |                                       |           |                   |

Zum letzten Training vor dem Rennen, dem Carb Day, wurde der Ladedruck wieder auf 1,3 bar gesenkt.
Simon Pagenaud fuhr die schnellste Zeit vor E. J. Viso und Ryan Hunter-Reay. Alle qualifizierten Teilnehmer setzten eine Zeit.
Ana Beatriz hatte im Training einen Unfall in der Boxengasse. Bei einer Kollision mit Carlos Muñoz beschädigte sie sich ihren Frontflügel. Ryan Briscoe blieb zum Ende mit Rauch- und Feuerentwicklung auf der Gegengerade stehen.

## Rennen

### Bericht
Ed Carpenter behielt die Führung beim Start vor Marco Andretti und E. J. Viso. In der vierten Runde versuchte J. R. Hildebrand auf der Außenbahn an James Hinchcliffe vorbeizufahren. Dabei verlor Hildebrand die Kontrolle über das Fahrzeug und schlug mit dem Heck in der Mauer ein. Der Unfall löste eine Gelbphase aus. Hildebrand wurde wenige Tage nach dem Unfall beim Indianapolis 500 von seinem Rennstall Panther Racing entlassen.
Beim Restart behielt Carpenter die Führung. Er wechselte sich jedoch in den nächsten Runden mit Andretti und Tony Kanaan an der Spitze ab. Kanaan begann in der 29. Runde die erste Boxenstoppphase. Während dieser hatte Sebastian Saavedra einen Unfall, der die zweite Gelbphase auslöste. Wenig später gaben Buddy Lazier und Pippa Mann an der Box auf. Mann hatte zuvor einen Mauerkontakt.
Nach dem Restart wechselten sich Carpenter und Andretti erneut mit der Führung des Rennens ab. Takuma Satō hatte sich in dieser Rennphase in die Top 10 vorgearbeitet. Mit einem Dreher in der 56. Runde löste er die dritte Gelbphase aus. Satō verhinderte Mauerkontakt und beschädigte sich sein Fahrzeug nicht. Er nahm das Rennen wieder auf. In dieser Gelbphase gingen alle Piloten zu einem Boxenstopp an die Box. Dabei übernahm Ryan Hunter-Reay die Führung des Rennens.
Beim folgenden Restart ging Andretti ein weiteres Mal in Führung. Jedoch verlor er sie direkt wieder an Hunter-Reay, der ebenfalls nach kurzer Führung zurückfiel. Carpenter übernahm zunächst die Führung, anschließend Kanaan und schließlich für mehr als zehn Runden am Stück Will Power. Power war auch derjenige Pilot, der als Erster seinen nächsten Boxenstopp durchführte. Nachdem alle Piloten an der Box waren, lag Kanaan zunächst wieder vorne. Allerdings blieb es bei laufenden Überholmanövern im gesamten Feld. A. J. Allmendinger gelang es schließlich, zur Halbzeit des Rennens in Führung zu gehen. Er gab diese jedoch aufgrund eines außerplanmäßigen Boxenstopps wieder ab und verlor etwas Zeit. Allmendingers Sicherheitsgurte hatten sich gelöst, sodass ein Stopp erforderlich war.
Kanaan ging erneut in Führung und wurde den Andretti-Piloten Andretti, Hunter-Reay, Viso und Carlos Muñoz, die in diesem Rennabschnitt die Top 5 belegten, unter Druck gesetzt und an der Spitze abgelöst. Nach einem weiteren Boxenstopp unter grün war Muñoz zurückgefallen und Hélio Castroneves fuhr stattdessen in den Top 5 mit.
In der 151. Runde begann Andretti – wieder unter Grün – die zweitletzte Boxenstoppphase. Das Boxenstoppfenster lag in etwa bei 30 Runden. Viso verlor diesmal etwas Zeit an der Box, da er sein Fahrzeug abwürgte. In den folgenden Runden lagen Hunter-Reay, Andretti, Muñoz, Castroneves, Allmendinger, Kanaan und Carpenter vorne. Da es bis auf einen leichten Mauerkontakt von Alex Tagliani zu keinen Zwischenfällen kam, gab es weiterhin keine Gelbphase, sodass auch die letzten Boxenstopps unter grüner Flagge durchgeführt wurden. In dieser Phase gab Sébastien Bourdais auf. Er hatte sein Fahrzeug bei der Einfahrt in die Boxengasse beschädigt.
In den letzten zwölf Runden gab es einen Zweikampf zwischen Hunter-Reay und Kanaan um den Sieg. Dahinter lagen Andretti, Muñoz und Justin Wilson. Schließlich verlor Rahal in der 194. Runde bei der Einfahrt auf die Gegengerade die Kontrolle über sein Fahrzeug und drehte sich. Im Gegensatz zu Satō gelang es ihm aber nicht, einen Einschlag zu verhindern. Dadurch wurde eine Gelbphase ausgelöst. In dieser lag Hunter-Reay in Führung.
Beim Restart lagen Hunter-Reay, Kanaan und Muñoz in etwa gleichauf, wobei Kanaan knapp führte. Da Dario Franchitti kurz nach dem Restart die Kontrolle über sein Fahrzeug verlor und in die Mauer einschlug, kam es erneut zu einer Gelbphase. Da die Strecke nicht mehr rechtzeitig geräumt werden konnte, wurde das Rennen unter Gelb beendet. Franchitti gelang es zum ersten Mal bei seiner zehnten Teilnahme nicht, das Rennen in der Führungsrunde zu beenden.
Damit gewann Kanaan das Indianapolis 500 zum ersten Mal in seiner Karriere bei seinem zwölften Versuch. Zuvor hatte noch kein Fahrer nach mehr als zehn Teilnahmen erstmals gewonnen. Kanaan ist nach Emerson Fittipaldi, Gil de Ferran und Castroneves der vierte brasilianische Sieger. Muñoz wurde als Zweiter bester Rookie vor seinen Teamkollegen Hunter-Reay und Andretti. Die drei Andretti-Piloten waren allesamt über das für ihr Team verlorene Rennen enttäuscht. Wilson wurde als Fünfter bester Honda-Pilot. Er fuhr zudem die erste schnellste Rennrunde. Die Top 10 komplettierten Castroneves, Allmendinger, Simon Pagenaud, Charlie Kimball und Carpenter. Damit lagen sieben Chevrolet- und drei Honda-Fahrer auf den ersten zehn Positionen. Ana Beatriz wurde als 15. die beste weibliche Pilotin.
Als Siegprämie erhielt Kanaan 2.353.355 US-Dollar.
In der Fahrerwertung ging Andretti an Satō vorbei in Führung. Satō lag nach dem Indianapolis 500 auf dem zweiten Platz. Castroneves blieb Dritter.
Beim Indianapolis 500 wurden mehrere Rekorde aufgestellt:
- Mit einer Rennzeit von 2:40:03,4181 Stunden das kürzeste Indianapolis 500.[47]
- Mit einem Schnitt von 187,433 mph (301,64 km/h) wurde die höchste Durchschnittsgeschwindigkeit erzielt. Die alte Bestmarke stammte aus dem Jahr 1990 mit 185,981 mph (299,31 km/h).[47]
- Seit 1972 wurde erst zum fünften Mal (1972, 1984, 1986 und 1990) die bisherige Durchschnittsgeschwindigkeit verbessert.[47]
- 68 Führungswechsel. Der bisherige Rekord aus dem Vorjahr lag bei 34 Führungswechseln.[47]
- 14 Piloten, die das Rennen mindestens eine Runde angeführt hatten. Die alte Bestmarke lag bei 12 Fahrern im Jahr 1993.[47]
- 26 Autos im Ziel. Dieser Wert wurde auch 1911 erreicht, allerdings starteten dort sieben Fahrzeuge mehr.[47]
- Erstmals gewann das Fahrzeug mit der Nummer 11.[47]
- Seit Aufzeichnung der Gelbphasen (1976) waren bei diesem Rennen mit 21 Runden unter gelb die wenigsten. Zudem wurden 133 Runden am Stück unter grün absolviert, was ebenfalls einen Rekord darstellt.[47]
- Scott Dixon (2008–2013) wurde nach Wilbur Shaw (1935–1940) und Roger Ward (1959–1964) der dritte Pilot, der das Indianapolis 500 zum sechsten Mal in Folge komplett absolvierte.[47]

#### Kommentare der ersten drei Fahrer
„Ich habe es geschafft und kann nun endlich mein hässliches Gesicht auf dieser Trophäe anbringen. Ich war jahrelang bekannt dafür, dieses Rennen zu verlieren. Jetzt bin ich bekannt dafür, dieses Rennen gewonnen zu haben. Ich war ganz ruhig. Doch bei den elf Anläufen, die ich hier zuvor genommen habe, war das genauso. Als es diesmal in die letzten sechs Runden ging und ich nicht in Führung lag, dachte ich: ‚Hey, das könnte dein Tag werden‘. Ich war schon oft in der Situation, dass ich beim letzten Restart in Führung lag. Heute war mir klar, dass ich so schnell wie möglich an die Spitze kommen musste, um gerüstet zu sein, falls es noch einmal Gelb geben würde. Es ist schon witzig. Die Gelbe Flagge war heute mein bester Freund.“

„Ich wollte wirklich um den Sieg kämpfen. Vielleicht hätte ich gewonnen, vielleicht auch nicht. Aber es gibt nichts, wofür ich mich schämen muss. Platz zwei ist für einen Rookie ein ganz starkes Ergebnis und vielleicht bekomme ich in der Zukunft die Chance auf den Schluck Milch. Vielleicht hätte ich Tony angreifen können, denn mein Auto war wirklich stark. Aber das ist Racing, man weiß es nicht und Tony hat wirklich einen guten Job gemacht.“

„Das war einfach Pech. Wir hatten beim letzten Restart die Nase vorne und mir war klar, dass sie mich schnappen werden. Aber ich machte mir keine Sorgen, denn es gab ja noch ein paar Runden für einen Konter. Dann kam der Crash und alles war vorbei. Gratulation an Tony Kanaan, er ist ein großartiger Champion und hat den Sieg vollkommen verdient. Aber ich bin gleichzeitig so richtig enttäuscht.“

### Klassifikation
| Pos. | Fahrer              | Team                                   | Fahrzeug          | Runden | Zeit         | Start | Führungsrunden |
| ---- | ------------------- | -------------------------------------- | ----------------- | ------ | ------------ | ----- | -------------- |
| 01   | Tony Kanaan         | KV Racing Technology                   | Dallara-Chevrolet | 200    | 2:40:03,4181 | 12    | 34             |
| 02   | Carlos Muñoz        | Andretti Autosport                     | Dallara-Chevrolet | 200    | + 0,1159     | 02    | 12             |
| 03   | Ryan Hunter-Reay    | Andretti Autosport                     | Dallara-Chevrolet | 200    | + 0,2480     | 07    | 26             |
| 04   | Marco Andretti      | Andretti Autosport                     | Dallara-Chevrolet | 200    | + 0,3634     | 03    | 31             |
| 05   | Justin Wilson       | Dale Coyne Racing                      | Dallara-Honda     | 200    | + 0,8138     | 14    | 0              |
| 06   | Hélio Castroneves   | Team Penske                            | Dallara-Chevrolet | 200    | + 3,0086     | 08    | 01             |
| 07   | A. J. Allmendinger  | Team Penske                            | Dallara-Chevrolet | 200    | + 4,0107     | 05    | 23             |
| 08   | Simon Pagenaud      | Schmidt Hamilton Motorsports           | Dallara-Honda     | 200    | + 4,2609     | 21    | 0              |
| 09   | Charlie Kimball     | Novo Nordisk Chip Ganassi Racing       | Dallara-Honda     | 200    | + 5,6864     | 19    | 0              |
| 10   | Ed Carpenter        | Ed Carpenter Racing                    | Dallara-Chevrolet | 200    | + 6,8425     | 01    | 37             |
| 11   | Oriol Servià        | Panther DRR                            | Dallara-Chevrolet | 200    | + 7,8633     | 13    | 0              |
| 12   | Ryan Briscoe        | Chip Ganassi Racing                    | Dallara-Honda     | 200    | + 8,9216     | 23    | 0              |
| 13   | Takuma Satō         | A. J. Foyt Enterprises                 | Dallara-Honda     | 200    | + 10,2602    | 18    | 0              |
| 14   | Scott Dixon         | Target Chip Ganassi Racing             | Dallara-Honda     | 200    | + 11,3858    | 16    | 01             |
| 15   | Ana Beatriz         | Dale Coyne Racing                      | Dallara-Honda     | 200    | + 12,2657    | 29    | 0              |
| 16   | Tristan Vautier     | Schmidt Peterson Motorsports           | Dallara-Honda     | 200    | + 15,3045    | 28    | 0              |
| 17   | Simona de Silvestro | KV Racing Technology                   | Dallara-Chevrolet | 200    | + 15,7201    | 24    | 0              |
| 18   | E. J. Viso          | Team Venezuela/Andretti Autosport/HVM  | Dallara-Chevrolet | 200    | + 17,8056    | 04    | 05             |
| 19   | Will Power          | Team Penske                            | Dallara-Chevrolet | 200    | + 22,5403    | 06    | 16             |
| 20   | James Jakes         | Rahal Letterman Lanigan Racing         | Dallara-Honda     | 199    | + 1 Runde    | 20    | 05             |
| 21   | James Hinchcliffe   | Andretti Autosport                     | Dallara-Chevrolet | 199    | + 1 Runde    | 09    | 07             |
| 22   | Conor Daly          | A. J. Foyt Enterprises                 | Dallara-Honda     | 198    | + 2 Runden   | 31    | 0              |
| 23   | Dario Franchitti    | Target Chip Ganassi Racing             | Dallara-Honda     | 197    | DNF          | 17    | 0              |
| 24   | Alex Tagliani       | Bryan Herta Autosport w/Curb-Agajanian | Dallara-Honda     | 196    | + 4 Runden   | 11    | 01             |
| 25   | Graham Rahal        | Rahal Letterman Lanigan Racing         | Dallara-Honda     | 193    | DNF          | 26    | 0              |
| 26   | Katherine Legge     | Schmidt Peterson Motorsports           | Dallara-Honda     | 193    | + 7 Runden   | 33    | 0              |
| 27   | Townsend Bell       | Panther Racing                         | Dallara-Chevrolet | 192    | + 8 Runden   | 22    | 01             |
| 28   | Josef Newgarden     | Sarah Fisher Hartman Racing            | Dallara-Honda     | 191    | + 9 Runden   | 25    | 0              |
| 29   | Sébastien Bourdais  | Dragon Racing                          | Dallara-Chevrolet | 178    | DNF          | 15    | 0              |
| 30   | Pippa Mann          | Dale Coyne Racing                      | Dallara-Honda     | 046    | DNF          | 30    | 0              |
| 31   | Buddy Lazier        | Lazier Partners Racing Inc.            | Dallara-Chevrolet | 044    | DNF          | 32    | 0              |
| 32   | Sebastian Saavedra  | Dragon Racing                          | Dallara-Chevrolet | 034    | DNF          | 27    | 0              |
| 33   | J. R. Hildebrand    | Panther Racing                         | Dallara-Chevrolet | 003    | DNF          | 10    | 0              |

Quellen: 

#### Führungsabschnitte
| Abschnitt | Runden | Fahrer           |
| --------- | ------ | ---------------- |
| 01        | 1–8    | Ed Carpenter     |
| 02        | 9      | Tony Kanaan      |
| 03        | 10–12  | Ed Carpenter     |
| 04        | 13–14  | Tony Kanaan      |
| 05        | 15–16  | Marco Andretti   |
| 06        | 17–20  | Tony Kanaan      |
| 07        | 21–22  | Marco Andretti   |
| 08        | 23     | Tony Kanaan      |
| 09        | 24–26  | Marco Andretti   |
| 10        | 27–28  | Tony Kanaan      |
| 11        | 29     | Marco Andretti   |
| 12        | 30     | Ryan Hunter-Reay |
| 13        | 31–32  | Will Power       |
| 14        | 33–37  | James Jakes      |
| 15        | 38–42  | Ed Carpenter     |
| 16        | 43     | Marco Andretti   |
| 17        | 44–50  | Ed Carpenter     |
| 18        | 51–53  | Marco Andretti   |
| 19        | 54–58  | Ed Carpenter     |
| 20        | 59–60  | Ryan Hunter-Reay |
| 21        | 61     | Marco Andretti   |
| 22        | 62–63  | Ryan Hunter-Reay |
| 23        | 64–72  | Ed Carpenter     |

| Abschnitt | Runden  | Fahrer             |
| --------- | ------- | ------------------ |
| 24        | 73–74   | Tony Kanaan        |
| 25        | 75–88   | Will Power         |
| 26        | 89      | Tony Kanaan        |
| 27        | 90      | E. J. Viso         |
| 28        | 91–92   | Carlos Muñoz       |
| 29        | 93–97   | Tony Kanaan        |
| 30        | 98–111  | A. J. Allmendinger |
| 31        | 112     | Tony Kanaan        |
| 32        | 113–114 | Marco Andretti     |
| 33        | 115–120 | Tony Kanaan        |
| 34        | 121     | Ryan Hunter-Reay   |
| 35        | 122     | Carlos Muñoz       |
| 36        | 123     | Alex Tagliani      |
| 37        | 124     | Townsend Bell      |
| 38        | 125     | James Hinchcliffe  |
| 39        | 126–130 | Marco Andretti     |
| 40        | 131     | Ryan Hunter-Reay   |
| 41        | 132–135 | E. J. Viso         |
| 42        | 136     | Ryan Hunter-Reay   |
| 43        | 137–142 | A. J. Allmendinger |
| 44        | 143–144 | Ryan Hunter-Reay   |
| 45        | 145     | Hélio Castroneves  |
| 46        | 146–150 | Marco Andretti     |

| Abschnitt | Runden  | Fahrer             |
| --------- | ------- | ------------------ |
| 47        | 151     | Ryan Hunter-Reay   |
| 48        | 152–154 | Carlos Muñoz       |
| 49        | 155     | Scott Dixon        |
| 50        | 156–157 | James Hinchcliffe  |
| 51        | 158–164 | Ryan Hunter-Reay   |
| 52        | 165–167 | A. J. Allmendinger |
| 53        | 168     | Marco Andretti     |
| 54        | 169     | Ryan Hunter-Reay   |
| 55        | 170     | Marco Andretti     |
| 56        | 171     | Ryan Hunter-Reay   |
| 57        | 172–173 | Marco Andretti     |
| 58        | 174     | Tony Kanaan        |
| 59        | 175     | Marco Andretti     |
| 60        | 176–177 | Tony Kanaan        |
| 61        | 178     | Carlos Muñoz       |
| 62        | 179     | Marco Andretti     |
| 63        | 180–184 | Carlos Muñoz       |
| 64        | 185–188 | James Hinchcliffe  |
| 65        | 189     | Tony Kanaan        |
| 66        | 190     | Ryan Hunter-Reay   |
| 67        | 191–192 | Tony Kanaan        |
| 68        | 193–197 | Ryan Hunter-Reay   |
| 69        | 198–200 | Tony Kanaan        |

Quellen: 

#### Gelbphasen
| Nr. | Dauer   | Runden | Grund für Gelbphase                         |
| --- | ------- | ------ | ------------------------------------------- |
| 1   | 4–6     | 3      | Kontakt: J. R. Hildebrand (#4) in Kurve 2   |
| 2   | 35–42   | 8      | Kontakt: Sebastian Saavedra (#6) in Kurve 4 |
| 3   | 57–60   | 4      | Dreher: Takuma Satō (#14) in Kurve 2        |
| 4   | 194–196 | 3      | Kontakt: Graham Rahal (#15) in Kurve 2      |
| 5   | 198–200 | 3      | Kontakt: Dario Franchitti (#10) in Kurve 1  |

Quellen: 

## Punktestände nach dem Rennen

### Fahrerwertung
Die Punktevergabe wird hier erläutert.
| Pos. | Fahrer            | Punkte |
| ---- | ----------------- | ------ |
| 01.  | Marco Andretti    | 168    |
| 02.  | Takuma Satō       | 157    |
| 03.  | Hélio Castroneves | 152    |
| 04.  | Ryan Hunter-Reay  | 138    |
| 05.  | James Hinchcliffe | 128    |
| 06.  | Justin Wilson     | 125    |
| 07.  | Tony Kanaan       | 124    |
| 08.  | Scott Dixon       | 122    |
| 09.  | Oriol Servià      | 112    |
| 10.  | Simon Pagenaud    | 108    |
| 11.  | Charlie Kimball   | 106    |
| 12.  | E. J. Viso        | 104    |

| Pos. | Fahrer              | Punkte |
| ---- | ------------------- | ------ |
| 13.  | Simona de Silvestro | 103    |
| 14.  | Will Power          | 89     |
| 15.  | Josef Newgarden     | 84     |
| 16.  | Graham Rahal        | 82     |
| 17.  | Dario Franchitti    | 81     |
| 18.  | Ed Carpenter        | 81     |
| 19.  | J. R. Hildebrand    | 79     |
| 20.  | Alex Tagliani       | 79     |
| 21.  | Sébastien Bourdais  | 74     |
| 22.  | Tristan Vautier     | 73     |
| 23.  | James Jakes         | 68     |
| 24.  | A. J. Allmendinger  | 55     |

| Pos. | Fahrer             | Punkte |
| ---- | ------------------ | ------ |
| 25.  | Carlos Muñoz       | 54     |
| 26.  | Ana Beatriz        | 53     |
| 27.  | Sebastian Saavedra | 44     |
| 28.  | Ryan Briscoe       | 22     |
| 29.  | Conor Daly         | 11     |
| 30.  | Townsend Bell      | 10     |
| 31.  | Katherine Legge    | 8      |
| 32.  | Pippa Mann         | 8      |
| 33.  | Buddy Lazier       | 8      |
| 34.  | Mike Conway        | 5      |